# بيتر جرانت
بيتر جرانت (بالإنجليزية: Peter Grant)‏ (و. 1935 – 1995 م) هو منتج أسطوانات، وممثل، ووكيل مواهب، ومدير مواهب، من المملكة المتحدة، ولد في لندن، توفي في إيستبورن، عن عمر يناهز 60 عاماً.

## التعليم
تعلم في مدرسة شارترهاوس ‏.

## الخدمة العسكرية
خدم في الجيش البريطاني.

## وصلات خارجية
- بيتر جرانت على موقع IMDb (الإنجليزية)
- بيتر جرانت على موقع ألو سيني (الفرنسية)
- بيتر جرانت على موقع ميوزك برينز (الإنجليزية)
- بيتر جرانت على موقع أول موفي (الإنجليزية)
- بيتر جرانت على موقع قاعدة بيانات الأفلام السويدية (السويدية)
- بيتر جرانت على موقع أول ميوزيك (الإنجليزية)
- بيتر جرانت على موقع ديسكوغز (الإنجليزية)
- بيتر جرانت على موقع قاعدة بيانات الفيلم (الإنجليزية)
- بيتر جرانت على موقع كينوبويسك (الروسية)